# 奥日
奥日（法語：Ogy，法語發音：[ɔʒi]；洛林语：Ouh’i）是法国摩泽尔省的一个旧市镇，属于梅斯区。2017年，奥日与市镇蒙图瓦-弗朗维尔合并为新市镇奥日-蒙图瓦-弗朗维尔。

## 地理
奥日（49°6'16"N, 6°18'39"E）面积3.74 平方千米，位于法国大東部大區摩泽尔省，该省份为法国东北部内陆省份，是洛林的一部分，西南接默尔特-摩泽尔省，东临下莱茵省，北与卢森堡和德国接壤。
与奥日接壤的市镇（或旧市镇、城区）包括：马尔西伊、宽西、科利尼、迈兹里、蒙图瓦-弗朗维尔、勒通费。

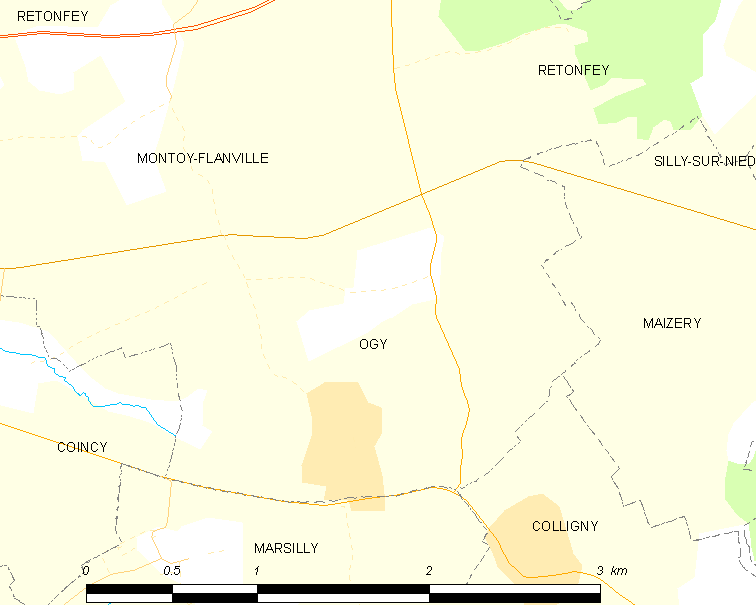
奥日的OSM定位图

奥日的时区为UTC+01:00、UTC+02:00（夏令时）。

## 行政
奥日的邮政编码为57530，INSEE市镇编码为57523。

## 政治
奥日所属的省级选区为梅斯地区县。

## 人口

1962-2008年间奥日人口变化图示

奥日于2018年1月1日时的人口数量为468人。